# Кузема (река)
Кузема — река в России, протекает в Карелии. Река вытекает из Нижнего Кумозера и впадает в Куземскую губу Белого моря в 2 км к северу от посёлка Кузема. Непосредственно у устья расположен посёлок Старая Кузема. Длина реки составляет 62,5 км, площадь водосборного бассейна — 884 км².
Река протекает через озеро Кутно.
Крупнейшие притоки:
- Сигма: впадает в Кузему справа в 19 км от устья, протекает через озеро Коржино
- Новая Речка: впадает в Кузему справа в 28 км от устья
- без названия: впадает в Кузему слева в 40 км от устья, протекает через Хедозеро

У истока реку пересекает трассу Р21 («Кола»), у устья реку пересекает линия железной дороги Санкт-Петербург — Мурманск.

## Данные водного реестра
По данным государственного водного реестра России относится к Баренцево-Беломорскому бассейновому округу, водохозяйственный участок реки — реки бассейна Белого моря от западной границы бассейна реки Нива до северной границы бассейна реки Кемь, без реки Ковда. Речной бассейн реки — бассейны рек Кольского полуострова и Карелии, впадает в Белое море.
Код объекта в государственном водном реестре — 02020000712102000002315.